# ديوان الرقابة المالية والإدارية (فلسطين)
ديوان الرقابة المالية والإدارية الفلسطيني هو مؤسسة حكومية غير وزارية مستقلة ماليًا وإداريًا، وتُعد الجهاز الأعلى للرقابة في دولة فلسطين. تأسس عام 2004 وهو عضو في المنظمة الدولية للأجهزة العليا للرقابة المالية والمحاسبة (أنتوساي) وفي المنظمة العربية للأجهزة العليا للرقابة المالية والمحاسبة (أربوساي) ومجموعة الأجهزة العليا للرقابة المالية والمحاسبة بالدول الآسيوية (أسوساي).

## التاريخ
كان قانون ديوان المحاسبة رقم (28) لسنة 1952 والذي أصدره طلال بن عبد الله بن حسين ملك الأردن أول أساس للعمل الرقابي في الضفة الغربية التي كانت ضمن الإدارة الأردنية.
في 30 سبتمبر 1994، قرر ياسر عرفات رئيس اللجنة التنفيذية لمنظمة التحرير الفلسطينية ورئيس السلطة الوطنية الفلسطينية في قراره رقم (22) لسنة 1994 الصادر في مدينة غزة إنشاء هيئة الرقابة العامة. وكان عبد الكريم العكلوك أول أمين عام للهيئة. وفي 31 ديسمبر 1995 أصدر قانون للهيئة في قراره رقم (17) لسنة 1995.
في عام 2004، قرر روحي فتوح رئيس السلطة الوطنية الفلسطينية في المرحلة الانتقالية في قراره رقم (15) لسنة 2004 إنشاء ديوان الرقابة المالية والإدارية، وإلغاء هيئة الرقابة العامة التي تأسست عام 1994، وقانونها المُقر عام 1995، كذلك أحال ممتلكات وموظفي هيئة الرقابة العامة إلى ديوان الرقابة المالية والإدارية. يكون مقر الديوان الرئيسي في مدينة القدس، ولكن ينشأ له مقران مؤقتان في مدينتي رام الله وغزة. أكد مرسوم رئيس السلطة الفلسطينية محمود عباس رقم (17) لسنة 2005 بإحالة جميع ممتلكات هيئة الرقابة العامة وموظفوها إلى ديوان الرقابة المالية والإدارية.
في 31 أغسطس 2017، أصدر رئيس دولة فلسطين محمود عباس قرارًا بقانون عدل فيه قانون ديوان الرقابة المالية والإدارية المُقر في عام 2004.

## الاختصاص
ذُكرت اختصاصات الديوان في المادة رقم 23 في قانون ديوان الرقابة المالية والإدارية رقم (15) لسنة 2004، والمعدلة في قرار بقانون رقم (18) لسنة 2017.
1. إعداد الخطط والبرامج لتمكين الديوان من القيام بمهامه.
2. وضع البرامج والدورات الخاصة لتأهيل الموظفين في الديوان وتدريبهم.
3. إعداد مشروع موازنة سنوية خاصة بالديوان ورفعها إلى مجلس الوزراء لإقرارها ضمن الموازنة العامة السنوية للسلطة الوطنية.
4. التحقق من قيام أجهزة الرقابة والتفتيش والمتابعة الداخلية في المراكز المالية كافة في السلطة الوطنية بممارسة مهامها بصورة سليمة وفعالة ودراسة القواعد التي تنظم أعمالها للتثبت من كفاءتها ودقتها في تحقيق الأهداف المقررة لها.
5. مراقبة نفقات السلطة الوطنية وإيراداتها والقروض والسلف والمخازن والمستودعات على الوجه المبين في هذا القانون.
6. تنفيذ السياسات الخاصة بالرقابة والتفتيش بما يضمن تعزيز الشفافية والمصداقية والوضوح في أعمال الحكومة والمؤسسات والهيئات العامة ومن في حكمها.
7. بحث وتحري أسباب القصور في العمل والإنتاج بما في ذلك الكشف عن عيوب النظم المالية والإدارية والفنية التي تعرقل سير أعمال الحكومة والأجهزة والمؤسسات العامة واقتراح وسائل تلافيها ومعالجتها.
8. الكشف عن المخالفات المالية والإدارية والقانونية التي تقع من الموظفين أثناء مباشرتهم لواجبات وظائفهم أو بسببها.
9. كشف وضبط المخالفات التي تقع من غير الموظفين والتي تستهدف المساس بسلامة أداء واجبات الوظيفة أو الخدمة العامة.
10. ‌أ. ينشأ في الديوان إدارة رقابية مختصة بتلقي الطلبات بالرقابة من الجهات الخاضعة لرقابة الديوان، ومتابعة الشكاوى المقدمة من الجمهور، وما تنشره وسائل الإعلام من شكاوى أو تحقيقات. ‌ب. يحفظ الديوان أو يحيل إلى جهات الاختصاص، الطلبات، والشكاوى، وما تنشره وسائل الإعلام، التي لا تدخل في مجال اختصاصه. ‌ج. بناءً على قرار مسبب لرئيس الديوان قبول أو رفض أو حفظ أي طلبات أو شكاوى.
11. يكون الديوان فيما يتعلق بالإيرادات مسؤولا عن: أ. التدقيق في تحققات الضرائب والرسوم والعوائد المختلفة للتثبت من أن تقديرها وتحققها قد تما وفقا للقوانين والأنظمة المعمول بها. ب. التدقيق في معاملات بيع الأراضي والعقارات الحكومية أو التابعة للسلطة الوطنية وإدارتها وتأجيرها. ج. التدقيق في تحصيلات الإيرادات على اختلاف أنواعها للتثبت من أن التحصيل قد جرى في أوقاته المعينة وفقا للقوانين والأنظمة المعمول بها.
12. يكون الديوان فيما يتعلق بالنفقات مسؤولا عن: أ. التدقيق في النفقات للتثبت من صرفها للأغراض التي خصصت من أجلها ومن أن الصرف قد تم وفقا للقوانين والأنظمة المعمول بها. ب. التدقيق في المستندات والوثائق المقدمة تأييدا للصرف للتثبت من صحتها ومن مطابقة قيمتها لما هو مثبت في القيود. ج. التثبت من أن إصدار أوامر الصرف قد تم حسب الأصول ومن قبل الجهات المختصة. د. التثبت من تنفيذ أحكام قانون تنظيم الموازنة العامة والشؤون المالية وقانون الموازنة السنوي ومن صحة الأوامر المالية والحوالات الصادرة بمقتضى أحكامه.
13. يكون الديوان فيما يتعلق بحسابات الأمانات والسلف والقروض والتسويات مسؤولا عن تدقيق جميع هذه الحسابات للتثبت من صحة العمليات المتعلقة بها ومن مطابقتها مع ما هو مثبت في القيود ومن أنها مؤيدة بالمستندات والوثائق اللازمة ومن إسترداد السلف والقروض في الأوقات المعينة لإستردادها مع الفوائد المترتبة عليها للخزينة العامة.
14. العمل على مراقبة ومراجعة القرارات الخاصة بشؤون الموظفين العامين فيما يتعلق بالتعيينات والمرتبات والأجور والترقيات والعلاوات والإجازات وأية بدلات أخرى وما في حكمها، والتثبت من مدى مطابقتها للقوانين والأنظمة المعمول بها من جهة ومطابقتها للموازنة العامة من جهة أخرى.
15. العمل على مراجعة المنح والهبات والتبرعات المقدمة للجهات الإدارية وآلية صرفها والتأكد من مدى اتفاقها مع القوانين والأنظمة المعمول بها.

16. دراسة أية قضية أو حالة أو تقرير تحال أو يحال إلى الديوان من رئيس السلطة الوطنية أو المجلس التشريعي ولجانه المختصة أو مجلس الوزراء أو الوزير المختص حسب مقتضى الحال، مما يدخل في نطاق مهام وصلاحيات الديوان، بما في ذلك التحقيق في المخالفات المالية والإدارية التي يرتكبها الموظفون في الجهات الإدارية المختلفة.

## الجهات الخاضعة لرقابة الديوان
تخضع هذه الجهات لرقابة الديوان وفق قانون الديوان المعدل بقرار بقانون عام 2017.
- رئاسة الدولة والمؤسسات التابعة لها.
- رئيس وأعضاء مجلس الوزراء ومن في حكمهم.
- المجلس التشريعي بما في ذلك هيئاته وإدارته.
- السلطة القضائية والنيابة العامة وأعضاؤها وموظفوها.
- وزارات وأجهزة السلطة الوطنية الفلسطينية.
- الأجهزة الأمنية والعسكرية كافة.
- الهيئات والمؤسسات العامة المستقلة والمنشأة أو المنظمة وفق أحكام التشريعات النافذة
- الجمعيات الخيرية والتعاونية، والهيئات الأهلية، والنقابات والأحزاب والشركات غير الربحية، والاتحادات والأندية، ومؤسسات التعليم العالي الحكومية والعامة، بالإضافة إلى هيئات الحكم المحلي، واللجان الشعبية، ولجان الخدمات.
- الشركات التي تملكها أو تساهم الدولة فيها أو تتلقى مساعدة منها أو من الجهات المانحة، بالإضافة إلى المؤسسات والشركات التي رخص لها باستغلال أو إدارة مرفق عام.

## رؤساء الديوان
حددت المادة العاشرة من قانون الديوان مدة رئاسته بسبع سنوات فقط غير قابلة للتجديد، كما أن رئيسه ونائبه والمدير العام وموظفو الديوان يتمتعون بالحصانة عن ما يقومون به من أعمال تتعلق بتنفيذ مهامهم وفق المادة الحادية عشر من القانون.
صار رئيس هيئة الرقابة العامة يعامل معاملة الوزير بعد قرار الرئيس الفلسطيني ياسر عرفات رقم (62) لسنة 1998.
| الرقم | الاسم                         | تاريخ البدء    | تاريخ الانتهاء       | ملاحظات                                                         |
| ----- | ----------------------------- | -------------- | -------------------- | --------------------------------------------------------------- |
| 1     | عبد الكريم عبد العزيز العكلوك | 30 سبتمبر 1994 | 28 أبريل 1995 (تُوفي) |                                                                 |
| 2     | جرار نعمان عرفات القدوة       | 1 ديسمبر 1995  | 4 فبراير 2006        |                                                                 |
| 3     | محمود فريد أبو الرب           | 4 فبراير 2006  | 2010                 |                                                                 |
|       | جمال أبو بكر (قائم بالأعمال)  | 2010           | 20 يونيو 2012        |                                                                 |
| 4     | سمير أحمد أبو زنيد            | 20 يونيو 2012  | 31 مايو 2014         |                                                                 |
|       | رفيق النتشة (قائم بالأعمال)   | 31 مايو 2014   | 3 يناير 2015         |                                                                 |
| 5     | إياد تيم (Q97360748)          | 3 يناير 2015   | 31 ديسمبر 2023       | في 31 ديسمبر 2022، مُددت خدمته اعتبارًا من 2 يناير 2023 لمدة سنة. |
|       | أمل فرج (قائم بالأعمال)       | 31 ديسمبر 2023 | لا تزال              |                                                                 |

## وصلات خارجية
- موقع الديوان الرسمي
- تقارير الرقابة والتدقيق الصادرة عن ديوان الرقابة